# Verwaltungsgemeinschaft Arneburg-Goldbeck

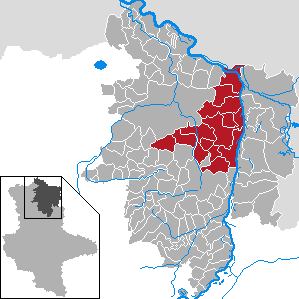
Lage der Verwaltungsgemeinschaft Arneburg-Goldbeck im Landkreis Stendal

In der Verwaltungsgemeinschaft Arneburg-Goldbeck im Landkreis Stendal (Sachsen-Anhalt) waren ursprünglich 22 Gemeinden zur Erledigung ihrer Verwaltungsgeschäfte zusammengeschlossen.
Die Verwaltungsgemeinschaft Arneburg-Goldbeck lag im zentralen Bereich des Landkreises Stendal und erstreckte sich vom mittleren Uchtetal bis in den Nordosten an die Landesgrenze zu Brandenburg. Das Gebiet der VG umfasste einen Teil der nordöstlichen Altmark und den Süd- und Ostteil der Wische. Die Elbe bildete die natürliche Ostgrenze der Verwaltungsgemeinschaft.
Die Verwaltungsgemeinschaft entstand am 1. Januar 2005 aus der Fusion von 12 Gemeinden der aufgelösten Verwaltungsgemeinschaft Arneburg-Krusemark (die bis dato ebenfalls der Verwaltungsgemeinschaft angehörige Gemeinde Jarchau wurde am gleichen Tag nach Stendal eingegliedert) und den 10 Gemeinden der aufgelösten Verwaltungsgemeinschaft Mittlere Uchte. Zum 21. Juli 2005 schied die Gemeinde Hindenburg durch Eingemeindung nach Hohenberg-Krusemark und die Gemeinde Walsleben durch Wechsel in die Verwaltungsgemeinschaft Osterburg aus der Verwaltungsgemeinschaft aus, zum 4. August 2005 wechselte die Gemeinde Groß Schwechten in die Verwaltungsgemeinschaft Stendal-Uchtetal und mit Wirkung zum 12. Januar 2006 wechselte die Gemeinde Storkau (Elbe) in die Verwaltungsgemeinschaft Tangermünde. Am 1. Januar 2009 wurden die bis dahin selbstständigen Gemeinden Bertkow nach Goldbeck und Altenzaun nach Hohenberg-Krusemark eingemeindet, wodurch sich die Zahl der Mitgliedsgemeinden von 18 auf 16 verringerte.
Am 1. Juli 2009 wurden Sandauerholz nach Iden und Beelitz nach Arneburg eingemeindet. Die Gemeinden Hassel und Sanne fusionierten zur neuen Gemeinde Hassel. Die Anzahl der Gemeinden verringerte sich somit auf 13.
Am 1. Januar 2010 wurde die Verwaltungsgemeinschaft aufgelöst. Nach Zusammenschluss der Gemeinden Werben (Elbe) und Behrendorf sowie Baben, Eichstedt (Altmark) und Lindtorf bildet das Gebiet der ehemaligen Mitgliedsgemeinden die Verbandsgemeinde Arneburg-Goldbeck.
Auf einer Fläche von 304,10 km² lebten 10.106 Einwohner (31. Dezember 2008). Der Sitz der Verwaltung befand sich in Goldbeck, letzter Leiter der Verwaltungsgemeinschaft war Eike Trumpf (CDU).

## Die Mitgliedsgemeinden mit ihren Ortsteilen
- Stadt Arneburg mit Beelitz und Dalchau
- Baben
- Behrendorf mit Berge und Giesenslage
- Eichstedt (Altmark) mit Baumgarten
- Goldbeck mit Bertkow, Möllendorf, Petersmark und Plätz
- Hassel mit Chausseehaus Hassel, Sanne und Wischer
- Hohenberg-Krusemark mit Altenzaun, Gethlingen, Groß Ellingen, Hindenburg, Klein Ellingen, Klein Hindenburg, Osterholz und Rosenhof
- Iden mit Busch, Büttnershof, Germerslage, Rohrbeck und Sandauerholz
- Klein Schwechten mit Häsewig und Ziegenhagen
- Lindtorf mit Rindtorf
- Rochau mit Schartau
- Schwarzholz mit Polkritz
- Hansestadt Werben (Elbe) mit Neu Werben und Räbel

## Belege
1. ↑  statistik.sachsen-anhalt.de, PDF-Datei (Memento des Originals vom 18. Januar 2012 im Internet Archive)  Info: Der Archivlink wurde automatisch eingesetzt und noch nicht geprüft. Bitte prüfe Original- und Archivlink gemäß Anleitung und entferne dann diesen Hinweis.